# Шане сир Иле
Шане сир Иле (фр. Chasné-sur-Illet) насеље је и општина у северозападној Француској у региону Бретања, у департману Ил и Вилен која припада префектури Рен.
По подацима из 2011. године у општини је живело 1459 становника, а густина насељености је износила 154,07 становника/km². Општина се простире на површини од 9,47 km². Налази се на средњој надморској висини од 60 метара (максималној 81 m, а минималној 39 m).

## Демографија
| 1962. | 1968. | 1975. | 1982. | 1990. | 1999. | 2011. |
| ----- | ----- | ----- | ----- | ----- | ----- | ----- |
| 399   | 415   | 540   | 866   | 882   | 1.139 | 1.459 |

График промене броја становника у току последњих година